# Bemisia shinanoensis
Bemisia shinanoensis là một loài côn trùng cánh nửa trong họ Aleyrodidae, phân họ Aleyrodinae.
Bemisia shinanoensis được Kuwana miêu tả khoa học đầu tiên năm 1922.